# Rattenkrieg
Rattenkrieg (guerra de ratas) es un tipo de combate individual que no permite a los ejércitos o unidades mecanizadas desarrollar su movilidad, tácticas, o sus avances tecnológicos militares debido a la dificultad del terreno.
Su nombre proviene del que le dieron los alemanes durante la Batalla de Stalingrado, en la Segunda Guerra Mundial. 

## Campos
Generalmente se da en lugares escarpados o escabrosos de acceso complicado para el equipo militar (especialmente tanques) o difíciles de bombardear por la aviación, como montañas, valles, junglas o laberintos de árboles,  Ejemplo de ello fueron el Combate del Bocage, la batalla de Peleliu y la Guerra de Vietnam.

## Tácticas para el triunfo
- Excelentes condiciones físicas y mentales de los soldados o unidades militares que desarrollan este tipo de combate físico.
- Suministros constantes de provisiones y avituallamiento de todo tipo para los combatientes.
- Habilidad y agilidad para moverse en lugares de espacio restringido.
- Buen uso de armas de fuego o blancas, como metralletas, fusiles, pistolas, granadas, bayonetas y cuchillos para combates individuales o dos contra uno .